# Sellers (Carolina do Sul)
Sellers é uma cidade  localizada no estado norte-americano de Carolina do Sul, no Condado de Marion.

## Demografia
Segundo o censo norte-americano de 2000, a sua população era de 277 habitantes.
Em 2006, foi estimada uma população de 267, um decréscimo de 10 (-3.6%).

## Geografia
De acordo com o United States Census Bureau tem uma área de
1,8 km², dos quais 1,8 km² cobertos por terra e 0,0 km² cobertos por água.

## Localidades na vizinhança
O diagrama seguinte representa as localidades num raio de 28 km ao redor de Sellers.